# Payola (álbum)
Payola es el sexto álbum de estudio de la banda española de rock, Berri Txarrak. El 29 de mayo de 2008, el bajista Mikel López anunció su salida del grupo debido a "motivos personales". Le sustituye el Deustuarra David González, quien ha participado por vez primera en este disco.  El disco ha sido grabado y mezclado por Steve Albini en los estudios Electrical Audio de Chicago. El grupo navarro ha contado también en esta ocasión con la colaboración de Tim McIlrath.

## Curiosidades
El título del disco, Payola, hace referencia a un término en spanglish. La Payola es un pago ilegal que exigen los dueños de concesiones de radio y musicalizadores o productores musicales de las emisoras a cantantes o agrupaciones musicales para colocarlos en la pauta de transmisión.
Por otra parte, la canción Maravillas hace referencia a la joven Maravillas Lamberto, joven de catorce años violada y asesinada por las fuerzas del orden nacionales durante la guerra civil en Larraga, Navarra, al pedir a éstas acompañar a su padre al ayuntamiento cuando fue detenido, quien también fue asesinado.

## Repercusión Mediática
Sorprendentemente, el disco alcanzó el top 10 de los más vendidos en España, situándose en el séptimo lugar, por delante de artistas comerciales como Jonas Brothers o Hannah Montana. Este hito era casi impensable para un grupo que utiliza el euskera en todas sus canciones.

## Lista de canciones
| 1.  | Folklore                       | 2:55 |
| 2.  | Gure Dekadentziaren Onenean    | 2:28 |
| 3.  | Maravillas                     | 3:45 |
| 4.  | Dortoken Mendean               | 5:22 |
| 5.  | Achtung!!!                     | 2:27 |
| 6.  | Payola                         | 3:07 |
| 7.  | Paperezkoa                     | 3:30 |
| 8.  | Etorkizuneko Aurrekari Guztiak | 4:28 |
| 9.  | Hasi Ta Bukatu                 | 3:15 |
| 10. | Arren, Darwish                 | 4:36 |
| 11. | Jainko Ateoa                   | 5:24 |